# Roosna
Roosna est un village de la Commune d'Ambla dans le Comté de Järva en Estonie. Au 1er janvier 2012, le village compte 114 habitants.